# Saint-Pierre-des-Fleurs
Saint-Pierre-des-Fleurs là một xã của tỉnh Eure, thuộc vùng Normandie, miền bắc nước Pháp.